# Парамешвара (султан)
Парамешвара (Parameswara) (1344—1414) — суматранский принц, последний правитель Темасека (царство Сингапура) в 1389–1398 годах, основатель Малакки и Малаккского султаната (1402).
Принял ислам в 1414 году под именем Искандар-Шах. При нём Малакка стала одним из центров распространения ислама в регионе. Похоронен на вершине холма Танджунг-Туан.

## Биография
Есть различные сведения о происхождении и жизни Парамешвары. Судя по его имени — Парамешвара (что означает принц-супруг), он был зятем маджапахитского императора Хаям Вурука и в качестве вассального правителя управлял Палембангом до 1389 года. В этом году, когда умер Хаям Вурук, Парамешвара поднял восстание против власти Маджапахита, но восстание вскоре было подавлено и Парамешвара в 1390 году бежал в Тумасик (на месте современного Сингапура). Через восемь дней после прибытия он убил сиамского губернатора и провозгласил себя правителем Тумасика. 
В 1395 году войска Сиама и его вассалов нанесли ему поражение и вновь заняли Тумасик, после чего Парамешвара с немногими приверженцами бежал в малозаселенный район Малайского полуострова на реку Муар. Затем рыбаки-селаты пригласили его поселиться в маленькой деревушке «Пять островов», которую он переименовал в Малакку.
Парамешвара сначала вынужден был признать сиамский сюзеренитет и платить дань Сиаму, но затем решил установить отношения с Китаем. В 1405 году, согласно китайской летописи «Мин ши», малаккские послы прибыли к императору Чжу Ди с письмом от Парамешвары, в котором тот выражал готовность платить Китаю ежегодную дань и просил считать его земли частью территории Китайской империи. Это предложение было принято. Малакка стала центральной базой китайского флота, действовавшего в Южных морях, её посещал знаменитый мореплаватель Чжэн Хэ. 
Но затем Парамешвара попал в немилость у китайского императорского двора и решил опереться на новую силу. На   Суматре было несколько мусульманских торговых городов-государств, крупнейшим из которых был султанат Пасей. Парамешвара установил дружбу с султаном Пасея, женился в возрасте 72 лет на его дочери и перешел в ислам вместе со своими приближенными, взяв себе имя Мегат Искандершах. Большинство историков считает, что это произошло в 1414 году. В 1414 году Парамешвара (Мегат Искандер-шах) умер и малаккский трон унаследовал его сын Шри Махараджа (1414—1444).